# Cyclaspis sculptilis
Cyclaspis sculptilis is een zeekommasoort uit de familie van de Bodotriidae. De wetenschappelijke naam van de soort is voor het eerst geldig gepubliceerd in 1989 door Roccatagliata.